# صبار نجمي أبيض
صبار نجمي أبيض (الاسم العلمي:Astrophytum asterias) هو نوع من النباتات يتبع جنس الصبار النجمي من الفصيلة الصبارية.